# Рената Марцинковська
Рената Марцинковська (англ. Renata Marcinkowska; нар. 24 лютого 1965) — колишня польсько-американська тенісистка.
Найвищу одиночну позицію світового рейтингу — 116 місце досягла 12 листопада, 1990 року.
Найвищим досягненням на турнірах Великого шолома було 2 коло в одиночному розряді.

## Фінали Туру WTA

### Парний розряд (0–1)
| Результат | Дата         | Турнір              | Рівень | Покриття | Партнерка   | Суперниці                     | Рахунок  |
| --------- | ------------ | ------------------- | ------ | -------- | ----------- | ----------------------------- | -------- |
| Поразка   | Грудень 1991 | Сан-Паулу, Бразилія | Tier V | Ґрунт    | Лаура Глітц | Інес Горрочатегі Мерседес Пас | 2–6, 2–6 |

## Фінали ITF
| турніри $25,000 |
| турніри $10,000 |

### Одиночний розряд: (3–3)
| Результат | Ранг | Дата           | Турнір                             | Покриття | Суперниця      | Рахунок          |
| --------- | ---- | -------------- | ---------------------------------- | -------- | -------------- | ---------------- |
| Поразка   | 1.   | 8 червня 1986  | Мірамар (Флорида), США             | Тверде   | Ронні Рейс     | 4–6, 2–6         |
| Поразка   | 2.   | 22 червня 1986 | Фаєттвілл, США                     | Тверде   | Lee Jeong-soon | 4–6, 6–4, 2–6    |
| Перемога  | 1.   | 28 червня 1987 | Огаста, Джорджія, США              | Тверде   | Шон Стаффорд   | 7–6(3), 3–6, 6–4 |
| Перемога  | 2.   | 17 липня 1988  | Грінсборо (Північна Кароліна), США | Ґрунт    | Кім Кессаріс   | 4–6, 6–1, 6–3    |
| Перемога  | 3.   | 31 липня 1988  | Евансвілл (Індіана), США           | Ґрунт    | Памела Джанг   | 6–3, 6–2         |
| Поразка   | 3.   | 5 березня 1989 | Маямі, Флорида, США                | Тверде   | Андреа Фарлі   | 4–6, 1–6         |

### Парний розряд: (3–3)
| Результат | Ранг | Дата           | Турнір                             | Покриття | Партнерка     | Суперниці                        | Рахунок       |
| --------- | ---- | -------------- | ---------------------------------- | -------- | ------------- | -------------------------------- | ------------- |
| Перемога  | 1.   | 13 липня 1986  | Бойнтон-Біч, Флорида, США          | Тверде   | Робін Лемб    | Дженніфер Ф'юкс Кетрін Кейл      | 6–4, 6–3      |
| Поразка   | 1.   | 18 січня 1987  | Маямі, Флорида, США                | Тверде   | Діенн Генсел  | Черіл Джонс Рошелл Морріссон     | 5–7, 6–7      |
| Поразка   | 2.   | 20 червня 1988 | Мобіл (Алабама), США               | Тверде   | Робін Лемб    | Kim Il-soon Lee Jeong-myung      | 5–7, 2–6      |
| Перемога  | 2.   | 10 липня 1989  | Грінсборо (Північна Кароліна), США | Ґрунт    | Кортні Аллен  | Софі Альбінус Шон Фолтс          | 2–6, 6–3, 6–3 |
| Перемога  | 3.   | 15 жовтня 1989 | Мобіл (Алабама), США               | Тверде   | Сенді Коллінз | Кеті Фоксворт Вінченца Прокаччі  | 6–3, 6–4      |
| Поразка   | 3.   | 26 лютого 1990 | Кі-Біскейн (Флорида), США          | Тверде   | Лінда Барнард | Дженніфер Ф'юкс Марія Страндлунд | 4–6, 4–6      |